# The Smithereens
The Smithereens sono stati un gruppo rock statunitense formatosi all'inizio degli anni 80 a Carteret nello stato del New Jersey guidato da Pat DiNizio e composto da Jim Babjak (chitarra), Mike Mesaros (basso), e Dennis Diken (batteria), scioltosi nel 2017 a seguito della morte di DiNizio. La formazione è rimasta immutata fino al 2006 quando Mesaros è stato sostituito da Severo Jornacion.
Il loro stile riprende quello dei gruppi pop della British invasion.

## Storia del gruppo
Hanno esordito nel 1982 con l'EP Girls About Town, seguito da un secondo EP Beauty And Sadness l'anno seguente dove già univano il rock 'n' roll, il power pop losangelino e il folk rock che si stava affermando nel sud degli Stati Uniti.
L'album d'esordio è del 1986, Especially for You, originale album di power pop sebbene debitore del suono e delle melodie sixties ma è con il successivo Green Thoughts che il gruppo raggiunge la maturità grazie a brani come Only a Memory.
Con l'album successivo 11 (del 1989) il gruppo vira verso un suono un po' più duro, con il riuscito brano A Girl Like You a scalare la classifica di Billboard.
Dopo Blow Up del 1991 e A Date with Smithereens del 1994 il gruppo si scioglie e DiNizio prosegue da solista e pubblica Songs and Sounds con i nuovi compagni J J Burnel (ex-Stranglers), Tony Smith, e Don Dixon.
Nel 1999 il gruppo si riunisce e pubblica God Save the Smithereens.
Negli anni 2000 hanno pubblicato tre album cover. Nel 2007, è uscito Meet the Smithereens! dedicato ai Beatles. Dopo un album natalizio ed un live, hanno pubblicato un altro album dedicato ai Fab Four, B-Sides the Beatles. Nel 2009 hanno riproposto l'intero album Tommy degli Who pubblicato con il nome di The Smithereens Play Tommy.
Dopo undici anni nel 2011 è uscito un loro album di inediti, 2011.

## Discografia

### Album
- 1982 - Girls About Town - (D-Tone)
- 1983 - Beauty and Sadness - (Little Ricky Records/Capitol)
- 1986 - Especially for You - (Enigma)
- 1987 - Live - (Restless Records)
- 1988 - Green Thoughts -(Capitol)
- 1989 - 11 - (Capitol)
- 1991 - Blow Up - (Capitol)
- 1994 - Date with the Smithereens - (BMG Special Products)
- 1999 - God Save the Smithereens - (Koch Records)
- 2007 - Meet the Smithereens! - (Koch Records)
- 2007 - Christmas with the Smithereens - (Koch Records)
- 2008 - Live in Concert! Greatest Hits and More - (eOne / Koch Records)
- 2008 - B-Sides the Beatles - (Koch Records)
- 2009 - The Smithereens Play Tommy - (E1 Distribution)
- 2011 - 2011 - (Entertainment One Music)